# Стернин, Джошуа
Джошуа Стернин (англ. Joshua Sternin) — американский телепродюсер и писатель. Он старший сын Алана Стернина и Эстер Стернин, женат на актрисе/исполнительнице Пейдж Скурти Стернин. Участвовал в создании сериала Overkill (2008).
Участвовал в написании сценариев к фильмам: Пережить Рождество (2004), Зубная фея (2010), Nice Girls Don`t Get the Corner Office (2007) и др., мультфильмам: Рио (2011), Симпсоны (1989—2015), Черепашки-ниндзя (2012—2014) и др., сериалам: Мерфи Браун (1988—1998), Третья планета от Солнца (1996—2001), Дакмен (1994—1997) и др.
Выполнял функции продюсера фильмов: Nice Girls Don`t Get the Corner Office (2007), The Adventures of Big Handsome Guy and His Little Friend (2006), мультфильма Черепашки-ниндзя (2012—2014), сериалов: Мерфи Браун (1988—1998), Шоу 70−х (1998—2006), Секреты на кухне (2005—2006) и др.